# Wegkreuz (Bad Bocklet, Triebacker)

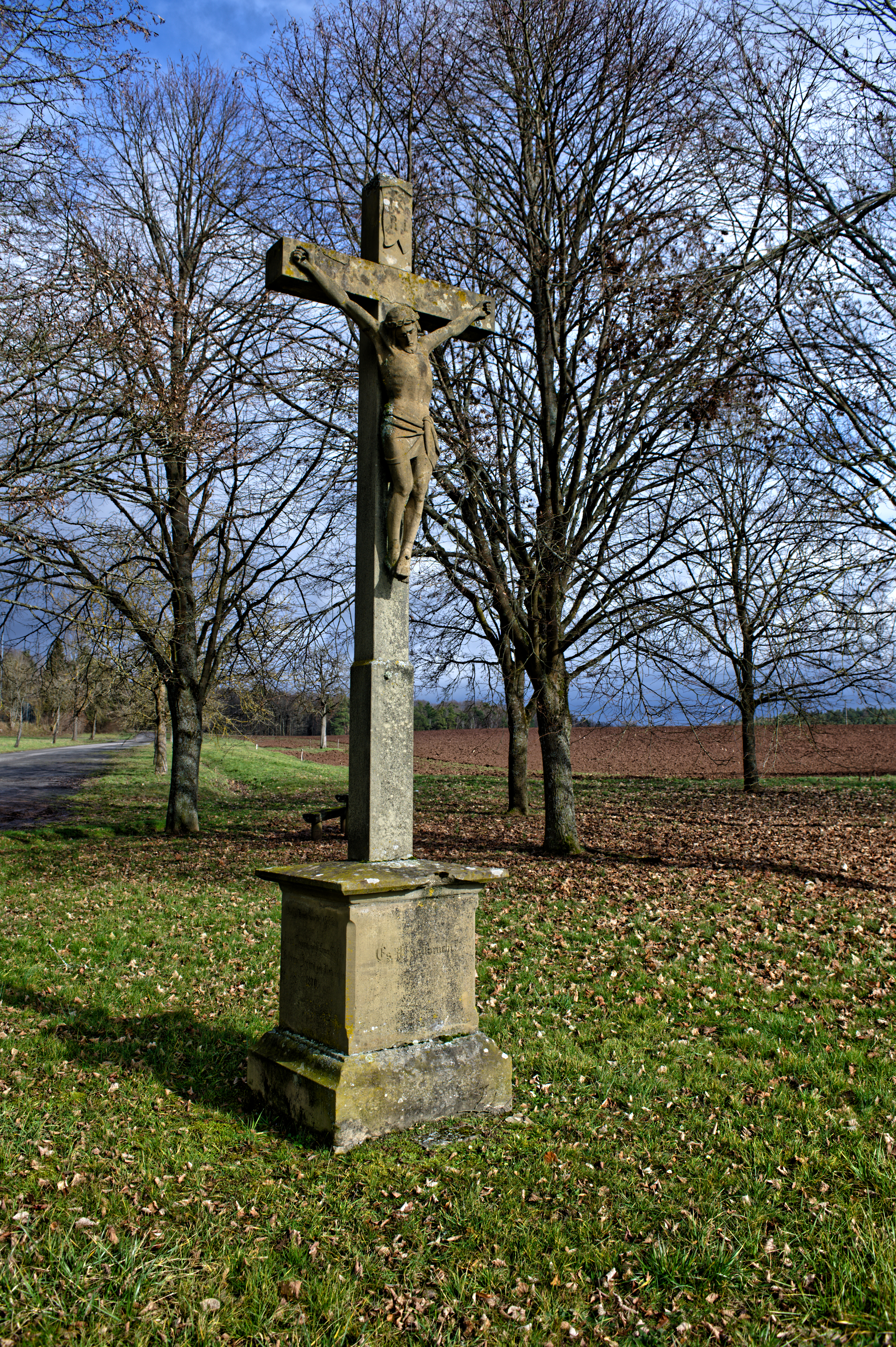
Wegkreuz, Bad Bocklet, Triebacker

Das Wegkreuz Triebacker ist ein Flurdenkmal im Markt Bad Bocklet im unterfränkischen Landkreis Bad Kissingen und befindet sich in der Flur Triebacker. Das Wegkreuz gehört zu den Baudenkmälern von Bad Bocklet und ist unter der Nummer D-6-72-112-17 in der Bayerischen Denkmalliste registriert.

## Beschreibung
Das Wegkreuz besteht aus Sandstein und entstand im Jahr 1870.
Der quadratische, ein Meter hohe Sockel ist mit einer verstärkten Basisplatte ausgestattet und wird von einer überstehenden, abgeschrägten Platte abgedeckt. An seiner Vorderseite steht die Inschrift:

„Es ist vollbracht!“

Hinten befindet sich die Jahreszahl: „1870“.
An der linken Seite befindet sich folgende Stiftungsinschrift:

„Dieses Kreuz wurde Gestiftet von

Adam Degand nebst seiner Ehefrau

Katherina Degand geb. Metz dahier

1870“